# Werkstatt Zukunft II
Werkstatt Zukunft II ist ein Nicht-Spielfilm im Sinne Dsiga Wertows der Künstlerischen Arbeitsgruppe (KAG) defa futurum von 1976 zum Thema Schönheit.

## Handlung
Der Film besteht aus einer Rahmenhandlung, in der drei Männer (Gerhard Printschitsch, Jörg Knochée und Wolfgang Arnst) und eine Frau (Regine Heintze), ohne namentlich genannt zu werden, in der Werkstatt Zukunft über das „Schöne“ diskutieren. In der Werkstatt wertet der so genannte Werkstatt-Computer die Beiträge der Probanden aus.
Einmontiert sind Interviews mit Passanten, Kindern in einem Spielpark, Lkw-Fahrern sowie dem Bildhauer Werner Stötzer und dem Fotografen Günter Rössler. Ein Passant konstatiert, dass eine sorgenfreie Zukunft wichtig ist. Wenn die Ziele, die auf dem IX. Parteitag der SED (im Mai 1976) definiert wurden, erfüllt werden, sei das ein „schönes Leben“. Nach Stötzer ist der Schönheitsbegriff „prinzipiell“ ideologisch bedingt und er zitiert hierzu Bertolt Brecht: Helene Weigel und Käthe Kollwitz seien keine Schönheiten, zeichneten sich aber durch ihre wunderbare Menschlichkeit aus.
Für einen der Lkw-Fahrer ist ein Erlebnis aus der Sowjetunion in der Nähe von Moskau „schön“. Bei der Panne mit einer Kühlziege habe ein Towaritsch geholfen und mit Hilfe seiner Werkzeugkiste eine neue Einspritzleitung hergestellt. Eine Belohnung habe er vehement abgelehnt. Für einen anderen Lkw-Fahrer war die Geburt seines Sohnes 1959 das schönste Erlebnis.
Die Probanden in der Werkstatt gehen davon aus, dass es in der Zukunft mehr Zeit für gemeinsame Aktivitäten geben werde, die nicht nur auf Konsum ausgerichtet seien. Auch biete das Alter Chancen, Erfahrungen z. B. an Kinder weiterzugeben.
Die Diskussion wird abgebrochen, um eine Pause zu machen.

## Produktionshintergrund, zeitgenössische Kritik
Der Film war nach Labor futurum (1975) die zweite defa futurum-Produktion nach dem von Hellwig entwickelten Werkstatt Zukunft-Prinzip. In der Werkstatt Zukunft diskutierten Fachleute mit den Mitarbeitern der KAG über Aspekte der Zukunft. Nach Werkstatt Zukunft III (1978) wurde die Reihe nicht mehr fortgesetzt.
Werkstatt Zukunft II wurde zusammen mit seinem Vorgänger Labor futurum 1977 im Kulturmagazin scharf kritisiert:
Verkrampfte Schauspieler müssen Plattitüden hersagen, die undistanziert als Volksmund ausgegeben werden und sich in Wahrheit als das liebevoll ausgemalte Zukunftsbild der Macher selbst erweisen. Und so sieht es nach dem Willen der futurum-Leute dann auch aus. Die heile Bilderwelt dilettantischer Werbefilme als Zukunftsprojektion. Es wird einem Angst und Bange. (Kulturmagazin vom 10. Dezember 1977, zitiert nach Spiegel, S. 207.)